# Martin Frič
Martin Frič, uměleckým jménem Mac Frič (29. března 1902 Praha – 26. srpna 1968 Praha), byl český filmový scenárista, herec, režisér a pedagog.

## Život

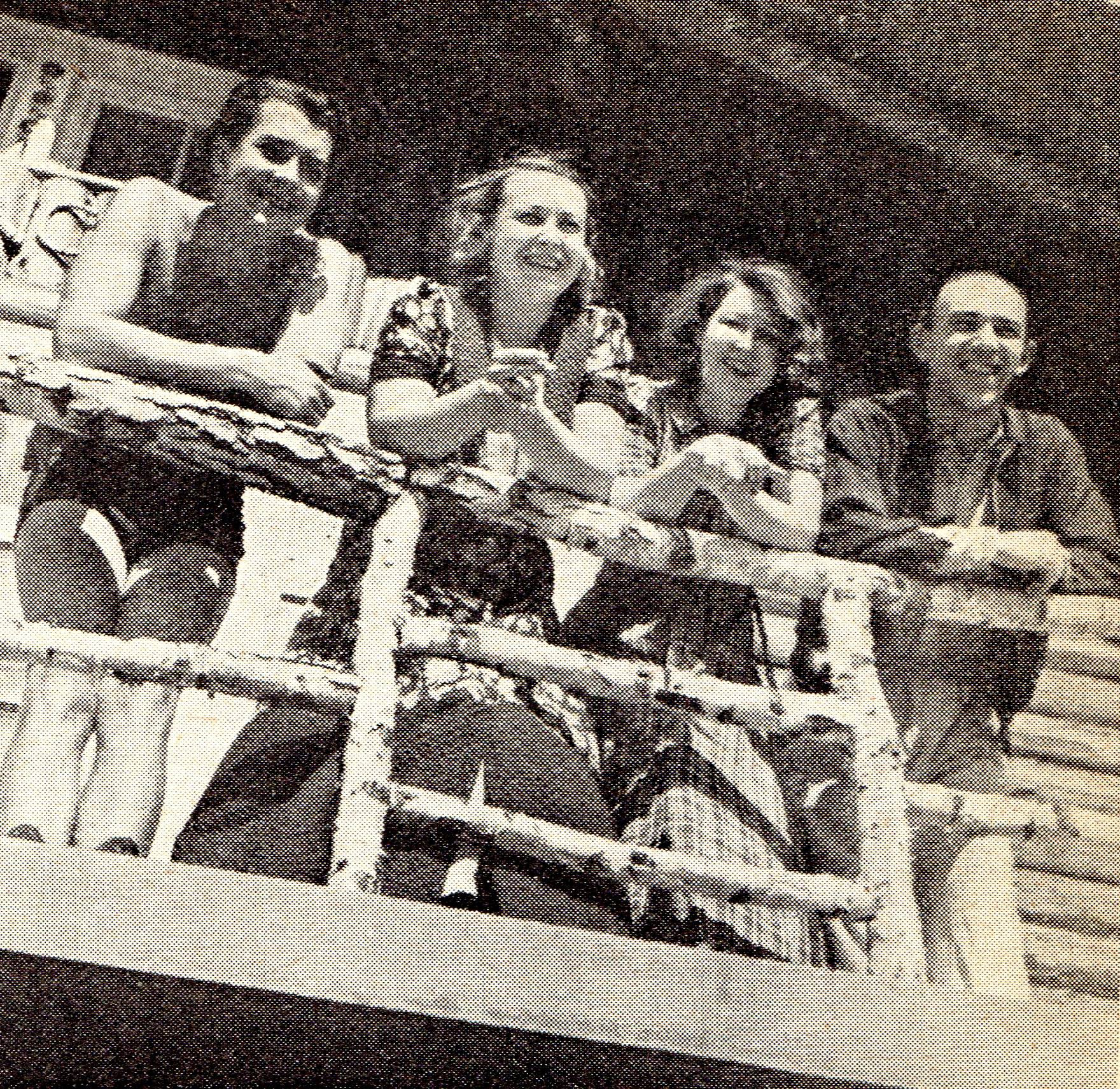
Suzanne Marwille a Martin Frič (vpravo) na chatě u herce Ant. Novotného (1940)

Byl žákem (a v jednu dobu i blízkým spolupracovníkem) českého režiséra Karla Lamače, režíroval celou řadu legendárních a dodnes velmi oblíbených českých filmů.
Martin Frič byl laureátem Národní ceny (1940) za režii filmu Muzikantská Liduška, Státní ceny (1951), nositelem Řádu republiky (1955), v roce 1962 se stal zasloužilým umělcem a v roce 1965 byl jmenován národním umělcem.
Jeho manželkou byla herečka Suzanne Marwille (1895–1962), jeho nevlastními dcerami pak herečka Marta Fričová a Eva Fričová, obě dcery Suzanne Marwille z předchozího manželství.
Po sňatku se Suzanne Marwille nechal postavit v Praze-Hodkovičkách (ulice Na Lysinách 9/430) funkcionalistickou vilu, navrženou architektem Ladislavem Žákem a vybavenou nábytkem bytového architekta Josefa Hesouna. Fričova vila byla po roce 2000 rekonstruována a je dnes chráněnou kulturní památkou.
Pod dojmem sovětské okupace Československa 21. srpna 1968, podle některých zdrojů dobrovolně, ukončil svůj život. Dle jiných údajů však sebevraždu nespáchal; jeho nevlastní dcera Marta Fričová uvedla, že 21. srpna byl již v nemocnici a zemřel tam na rakovinu. Je pohřben na hřbitově u kostela sv. Máří Magdaleny v Přední Kopanině.
Byl vnukem Vojtěcha Friče (jehož bratr Václav Frič se zajímal o světlotisk) a synovcem Alberto Vojtěcha Friče (etnograf).

## Umělecká kariéra
Martin Frič byl velmi komplexní filmovou osobností, jež prakticky ovládala mnoho profesí: od filmového výtvarníka, tvůrce titulků k němým filmům, filmového laboranta, herce, kameramana, autora námětů, scenáristy až po filmového režiséra a pedagoga. Je pokládán za jednoho ze zakladatelských tvůrců moderního českého filmu, který v něm zanechal nesmazatelnou stopu podobně jako jeho souputník Otakar Vávra.
K samostatné režii se dostal v závěru 20. let, kdy natočil dramata Páter Vojtěch či Varhaník u sv. Víta, jež se svým kvalitním zpracováním vymykala tehdejším standardům domácí filmové produkce. Zejména Varhaník u sv. Víta v titulní roli s Karlem Hašlerem zaujal svou pozoruhodnou stylizací ve stylu německého kammerspielu. Nejvíce však Frič inklinoval ke komediím, na které se naplno soustředil po nástupu zvukového filmu. Právě 30. a 40. léta jsou nejúspěšnějším údobím celé jeho kariéry. Frič obdivoval hollywoodské filmy, které mu sloužily jako vzor pro jeho žánrovou tvorbu, která byla oblíbená u diváků i kritiků.
Rozpětí Fričovy komediální tvorby bylo poměrně široké. S Voskovcem a Werichem natočil satirické komedie Hej-rup! nebo Svět patří nám, filmy jako Kristián nebo Hotel Modrá hvězda byly společenskými komediemi, Život je pes či Eva tropí hlouposti měly blízko ke crazy komediím. Samostatnou kategorií byly i studentské komedie Škola základ života a Cesta do hlubin študákovy duše. Ve zmiňovaných titulech excelovaly hvězdy tehdejší kinematografie, které Fričovi mnohdy vděčily za svou popularitu a hvězdný status. Frič stál u počátků filmových úspěchů Huga Haase, Vlasty Buriana, Oldřicha Nového, Adiny Mandlové nebo Nataši Gollové.
Kromě komedií však Frič točil i filmy jiných žánrů. Filmem Jánošík položil v roce 1935 první základy slovenské hrané produkce a při té příležitosti objevil i budoucího významného slovenského režiséra a herce Paľa Bielika. V jeho filmografii se objevují také literární adaptace (Hordubalové, Muzikantská Liduška nebo Barbora Hlavsová) či filmy psychologické (Lidé na kře, Experiment).
V poválečném období Frič na svou předešlou tvorbu plynule navázal. V roce 1946 režíroval na Slovensku snímek Varúj...!, který se stal základním kamenem poválečné slovenské filmové tvorby. Jeho dalšími úspěšnými filmy, které vznikly již v době zestátněné kinematografie, byly například Čapkovy povídky nebo psychologicky laděný Návrat domů. Po roce 1948 se však i Frič musel vyrovnávat s nástupem socialistického realismu. V jeho filmografii se tak střídala kvalitní žánrová díla a tituly poplatnými dobové ideologii. Do první skupiny patří Pytlákova schovanka, parodie na „předválečný filmový kýč“, nebo dvoudílná komedie Císařův pekař – Pekařův císař, jejíž režii převzal Frič po Jiřím Krejčíkovi. Do druhé skupiny náleží pozapomenuté filmy jako Pětistovka nebo Zocelení, realizované v duchu budovatelské tematiky.
V poslední fázi své režijní dráhy pokračoval Frič v natáčení divácky vděčných filmů. Koncem 50. let natočil oblíbené pohádky Princezna se zlatou hvězdou a Dařbuján a Pandrhola, v 60. letech pak komedie jako Král králů nebo Nejlepší ženská mého života. V těchto i v jiných svých pozdních titulech (například válečné historické drama Hvězda zvaná pelyněk) dal šanci vyniknout Jiřině Bohdalové. Předčasnou smrtí se Fričova filmografie na konci 60. let uzavřela.

## Citát
| „                | Měl jsem štěstí, že jsem začínal s tímto vynikajícím režisérem. On to byl, kdo mě zasvětil do tajů filmové techniky a abecedy filmového herectví. Patří k zakladatelským tvůrcům české kinematografie. Vždycky klidný – nikdy jsem neviděl, že by se rozčílil – perfektně připravený. Věděl přesně, co chce. Než začal zkoušet, rozebral duševní stav postavy, vyložil, co je třeba udělat a začal zkoušet. Dovedl něco, co uměl málokdo: hercovy nápady přijal a někdy i rozváděl. | “ |
| — Ladislav Boháč | |   |

## Filmografie (výběr)
- Venoušek a Stázička (1922) – herec
- Bílý ráj (1924) – herec
- Páter Vojtěch (1928)
- Dobrý voják Švejk (1931)
- To neznáte Hadimršku (1931)
- Anton Špelec, ostrostřelec (1932)
- Lelíček ve službách Sherlocka Holmese (1932) – herec, střih
- Kantor Ideál (1932)
- Dvanáct křesel (1933)
- Revizor (1933)
- U snědeného krámu (1933)
- Hej rup! (1934) – s Janem Werichem a Jiřím Voskovcem
- Jedenácté přikázání (1935)
- Jánošík (1935)
- Hrdina jedné noci (1935)
- Ať žije nebožtík (1935)
- Hordubalové (1937)
- Mravnost nade vše (1937)
- Svět patří nám (1937) (pod pseudonymem Formen – s Janem Werichem a Jiřím Voskovcem)
- Tři vejce do skla (1937)
- Škola základ života (1938) – klasická filmová komedie
- Cesta do hlubin študákovy duše (1939) – klasická filmová komedie
- Jiný vzduch (1939)
- Kristián (1939)
- Eva tropí hlouposti (1939)
- Muž z neznáma (1939)
- Baron Prášil (1940) – později uváděn po názvem: Když Burian Prášil – s Vlastou Burianem
- Katakomby (1940)
- Muzikantská Liduška (1940)
- Hotel Modrá hvězda (1941)
- Roztomilý člověk (1941)
- Valentin Dobrotivý (1942)
- Počestné paní pardubické (1944)
- Prstýnek (1945)
- 13. revír (1946)
- Polibek ze stadionu (1947)
- Čapkovy povídky (1947)
- Varúj! (1947)
- Návrat domů (1948)
- Pytlákova schovanka (1949)
- Bylo to v máji (1950)
- Císařův pekař – Pekařův císař (1951) – dvojfilm s Janem Werichem v hlavní roli
- Tajemství krve (1953)
- Psohlavci (1955)
- Povodeň (1958)
- Dnes naposled (1958)
- Princezna se zlatou hvězdou (1959) – klasická filmová pohádka s Josefem Zímou a Marií Kyselkovou v hlavních rolích
- Dařbuján a Pandrhola (1959)
- Král králů (1963)
- Hvězda zvaná Pelyněk (1964)
- Lidé z maringotek (1966)
- Přísně tajné premiéry (1967)
- Nejlepší ženská mého života (1968)